# Comté de Banner
Pour les articles homonymes, voir Banner.
Le comté de Banner est un comté situé dans l'État du Nebraska, aux États-Unis. En 2020, sa population est de 674 habitants. Son siège est Harrisburg.